# Ville-Langy
Ville-Langy é uma comuna francesa na região administrativa de Borgonha-Franco-Condado, no departamento Nièvre. Estende-se por uma área de 28 km². Em 2010 a comuna tinha 254 habitantes (densidade: 9,1 hab./km²).